# رابین شوستر
رابین شوستر (انگلیسی: Robin Schuster؛ زادهٔ ۲۴ آوریل ۱۹۸۷) بازیکن فوتبال اهل آلمان است.
از باشگاه‌هایی که در آن بازی کرده‌است می‌توان به باشگاه فوتبال اشتوتگارت اشاره کرد.